# مسجد شناور پنانگ
مسجد شناور پنانگ (مالایی: Masjid Terapung Pulau Pinang) که هم چنین به نام مسجد شناور تانجونگ بونگا (مالایی: Masjid Terapung Tanjung Bungah) معروف است، یک مسجد شناور می‌باشد که در تانجونگ بونگا در نزدیکی شهر جرج تاون ایالت پنانگ، مالزی واقع شده است.